# Petrus Egerer
Petrus Egerer, OSB (* 3. Dezember 1820 in Tepl; † 17. Februar 1897 in Salzburg) war Benediktinermönch der Stiftes St. Peter in Salzburg, Seelsorger und katechetischer Schriftsteller.

## Leben
Er trat im September 1843 in die Benediktinerabtei St. Peter (Salzburg) ein, legte am Hochfest der Immakulata im Jahr 1844 die Profess ab und wurde am 31. Juli 1847 zum Priester geweiht. Er wirkte von 1848 bis 1849 als Kooperator und Katechet in Abtenau, 1849–1862 war er Seelsorger der Benediktinerinnen am Salzburger Nonnberg. In die Nonnberger Jahre (von 1853 bis 1869) fiel auch seine engagierte Tätigkeit als Inspektor im nahe gelegenen Knabeninstitut Edmundsburg am Mönchsberg; dort wohnten und lernten mehr als 100 Schüler. Egerer verfasste zahlreiche Schriften für den Religionsunterricht. 1862–1869 diente er dem Stift St. Peter als Ökonom, bis er 1869 nach Dornbach in Wien versetzt wurde. Dort wirkte er bis 1889 als Pfarrer. Seinen Lebensabend verbrachte er (1889–1897) als Subprior in St. Peter.

### Beerdigung
Bei der Trauerfeier erschienen außergewöhnlich viele Geistliche und Schüler. Weihbischof Katschthaler, Domdechant Blasius Holaus, Franziskaner und Kapuziner aus den Salzburger Konventen, Regens Alois Kalhofer vom Erzbischöflichen Gymnasium Borromäum, Bezirkshauptmann Weber, Landesschulinspektor Alois Luber, Kreuzschwestern von der Edmundsburg, Lazaristenpatres und viele andere nahmen daran teil.

## Werke (in Auswahl)
- Sammlung des Wissenswertesten aus Geschichte, Naturgeschichte, Naturlehre und Anthropologie für Kinder. 1859
- Handbuch für den katechetischen Unterricht in den oberen Klassen. Salzburg 1862
- Handbuch für den katholisch-katechetischen Unterricht für die lieben Kleinen in den katholischen Schulen. Salzburg 1862
- „Wandle vor mir und sei vollkommen“, Gebet- und Erbauungsbuch für Katholiken aus allen Ständen von P. Theodor Stabell, O.S.B. Neu bearbeitet von P. Egerer. Salzburg 1867 (4. Aufl. 1873)
- Novene zu Ehren des hl, Rupert, Patrons von Salzburg. Salzburg 1868
- Rupertus Gebetbüchlein. Salzburg 1869
- „Aufwärts die Herzen!“ Gebetbüchlein für katholische Christen. Salzburg 1869 (4. Aufl. 1882)
- Kreuzweg-Andacht. Salzburg: Anton Pustet, 1890
- „Bete und arbeite.“ Lehr- und Gebetbuch zunächst für christliche Gesellen und Arbeiter. Salzburg: Pustet, 1890 (2. Auflage. Wien 1893), von Dr. Th. Seldák auch ins Böhmische übersetzt, Prag 1891
- Die Erziehungs-Anstalt in der Edmundsburg zu Salzburg als ein bleibendes Denkmal der kaiserlichen Munificenz Ihrer Majestät der Kaiserin Carolina Augusta, anlässlich ihres 40jährigen Bestandes. Salzburg 1892